# Robbinsville (New Jersey)
Robbinsville – jednostka osadnicza w Stanach Zjednoczonych, w stanie New Jersey, w hrabstwie Mercer.